# 3-Buten-1-ol
3-Buten-1-ol ist eine organische Verbindung mit der Summenformel C4H8O. Sie gehört zu den Alkoholen mit einer zusätzlichen C=C-Doppelbindung. Es ist isomer zum Crotylalkohol.
Die OH-Gruppe steht in Bezug zur Doppelbindung in Homoallylstellung.

## Gewinnung und Darstellung
3-Buten-1-ol kann durch Dehydrierung von 1,4-Butandiol unter Verwendung eines Cer-Katalysators hergestellt werden.